# Fidżi na Zimowych Igrzyskach Olimpijskich 2002
Fidżi na Zimowych Igrzyskach Olimpijskich 2002 reprezentował jeden mężczyzna - Laurence Thoms, który startował w konkurencjach narciarstwa alpejskiego.
Był to trzeci start reprezentacji Fidżi na zimowych igrzyskach olimpijskich.

## Skład reprezentacji

### Narciarstwo alpejskie
| Zawodnik       | Konkurencja   | 1. przejazd   | 1. przejazd   | 2. przejazd   | 2. przejazd   | Razem         | Razem         |
| Zawodnik       | Konkurencja   | Czas          | Miejsce       | Czas          | Miejsce       | Czas          | Miejsce       |
| -------------- | ------------- | ------------- | ------------- | ------------- | ------------- | ------------- | ------------- |
| Laurence Thoms | Gigant slalom | 1:22.01       | 68            | 1:19.97       | 55            | 2:41.98       | 55            |
| Laurence Thoms | Slalom        | Nie dokończył | Nie dokończył | Nie dokończył | Nie dokończył | Nie dokończył | Nie dokończył |